# Proampheres serratus
Proampheres serratus is een hooiwagen uit de familie Gonyleptidae.